# Nuoto ai campionati europei di nuoto 2020 - 200 metri misti femminili
La specialità dei 200 metri misti femminili dei campionati europei di nuoto 2020 si è svolta il 21 e 22 maggio 2021 presso la Duna Aréna di Budapest, in Ungheria.

## Podio
| Pos.    | Atleta             | Nazione       |
| ------- | ------------------ | ------------- |
| Oro     | Anastasia Gorbenko | Israele       |
| Argento | Abbie Wood         | Gran Bretagna |
| Bronzo  | Katinka Hosszú     | Ungheria      |

## Record
Prima della manifestazione il record del mondo (RM), il record europeo (EU) e il record dei campionati (RC) erano i seguenti.
|  | 2'06"12 | Katinka Hosszú | 3 agosto 2015 Kazan'  |
|  | 2'06"12 | Katinka Hosszú | 3 agosto 2015 Kazan'  |
|  | 2'07"30 | Katinka Hosszú | 19 maggio 2016 Londra |

Durante la competizione non sono stati migliorati record.

## Risultati

### Batterie
Le batterie si sono svolte il 21 maggio 2021, alle ore 10:27 (UTC+1).
| Pos. | Batteria | Corsia | Atleta                 | Nazionalità          | Tempo   | Note |
| ---- | -------- | ------ | ---------------------- | -------------------- | ------- | ---- |
| 1    | 4        | 4      | Abbie Wood             | Gran Bretagna        | 2'11"07 | Q    |
| 2    | 5        | 4      | Katinka Hosszú         | Ungheria             | 2'11"57 | Q    |
| 3    | 4        | 5      | Sara Franceschi        | Italia               | 2'11"78 | Q    |
| 4    | 5        | 6      | Dalma Sebestyén        | Ungheria             | 2'11"87 | Q    |
| 5    | 5        | 5      | Maria Ugolkova         | Svizzera             | 2'12"09 | Q    |
| 6    | 3        | 2      | Cyrielle Duhamel       | Francia              | 2'12"35 | Q    |
| 7    | 5        | 3      | Anastasia Gorbenko     | Israele              | 2'12"61 | Q    |
| 8    | 5        | 2      | Aimee Willmott         | Gran Bretagna        | 2'12"68 | Q    |
| 9    | 4        | 7      | África Zamorano        | Spagna               | 2'12"85 | Q    |
| 10   | 4        | 6      | Viktoriya Zeynep Güneş | Turchia              | 2'12"93 | Q    |
| 11   | 3        | 5      | Ilaria Cusinato        | Italia               | 2'13"24 | Q    |
| 12   | 4        | 0      | Diana Petkova          | Bulgaria             | 2'13"35 | Q    |
| 13   | 3        | 3      | Kathrin Demler         | Germania             | 2'13"38 | Q    |
| 14   | 3        | 7      | Réka György            | Ungheria             | 2'13"58 |      |
| 15   | 3        | 4      | Alicia Wilson          | Gran Bretagna        | 2'13"63 |      |
| 16   | 4        | 1      | Katie Shanahan         | Gran Bretagna        | 2'13"77 |      |
| 17   | 4        | 3      | Zoe Vogelmann          | Germania             | 2'14"23 | Q    |
| 18   | 4        | 8      | Maria Temnikova        | Russia               | 2'14"29 | Q    |
| 19   | 4        | 2      | Catalina Corró         | Spagna               | 2'14"63 | Q    |
| 20   | 5        | 8      | Kim Herkle             | Germania             | 2'14"75 |      |
| 21   | 3        | 6      | Kristýna Horská        | Rep. Ceca            | 2'14"99 |      |
| 22   | 3        | 8      | Giulia Görigk          | Germania             | 2'15"31 |      |
| 23   | 5        | 7      | Alba Vázquez           | Spagna               | 2'15"36 |      |
| 24   | 5        | 0      | Marrit Steenbergen     | Paesi Bassi          | 2'15"67 |      |
| 25   | 5        | 9      | Jenna Laukkanen        | Finlandia            | 2'16"30 |      |
| 26   | 4        | 9      | Lisa Nystrand          | Svezia               | 2'16"34 |      |
| 27   | 2        | 4      | Clara Rybak-Andersen   | Danimarca            | 2'16"64 |      |
| 28   | 3        | 1      | Victoria Kaminskaya    | Portogallo           | 2'16"72 |      |
| 29   | 5        | 1      | Lena Kreundl           | Austria              | 2'16"95 |      |
| 30   | 2        | 6      | Raquel Pereira         | Portogallo           | 2'17"16 |      |
| 31   | 2        | 1      | Maria Romanjuk         | Estonia              | 2'17"78 |      |
| 32   | 2        | 5      | Nikoleta Trníková      | Slovacchia           | 2'18"09 |      |
| 33   | 2        | 3      | Josephine Dumont       | Belgio               | 2'19"94 |      |
| 34   | 2        | 7      | Sudem Denizli          | Turchia              | 2'20"93 |      |
| 35   | 2        | 2      | Amina Kajtaz           | Bosnia ed Erzegovina | 2'21"68 |      |
| 36   | 2        | 8      | Mya Azzopardi          | Malta                | 2'22"87 |      |
| 37   | 3        | 0      | Malene Rypestøl        | Norvegia             | 2'23"78 |      |
| 38   | 1        | 5      | Martta Ruuska          | Finlandia            | 2'24"23 |      |
| 39   | 1        | 4      | Iman Avdić             | Bosnia ed Erzegovina | 2'24"32 |      |
| 40   | 1        | 3      | Jona Beqiri            | Kosovo               | 2'34"37 |      |
|      | 3        | 9      | Panna Ugrai            | Ungheria             | dns     |      |

### Semifinali
Le semifinali si sono svolte il 21 maggio 2021 alle ore 19:37 (UTC+1).
| Pos. | Batteria | Corsia | Atleta                 | Nazionalità   | Tempo   | Note |
| ---- | -------- | ------ | ---------------------- | ------------- | ------- | ---- |
| 1    | 2        | 6      | Anastasia Gorbenko     | Israele       | 2'10"35 | Q    |
| 2    | 1        | 4      | Katinka Hosszú         | Ungheria      | 2'10"66 | Q    |
| 3    | 2        | 7      | Ilaria Cusinato        | Italia        | 2'10"72 | Q    |
| 4    | 2        | 3      | Maria Ugolkova         | Svizzera      | 2'10"76 | q    |
| 5    | 2        | 4      | Abbie Wood             | Gran Bretagna | 2'10"81 | q    |
| 6    | 2        | 5      | Sara Franceschi        | Italia        | 2'11"41 | q    |
| 7    | 1        | 3      | Cyrielle Duhamel       | Francia       | 2'12"12 | Q    |
| 8    | 1        | 5      | Dalma Sebestyén        | Ungheria      | 2'12"34 | q    |
| 9    | 1        | 7      | Diana Petkova          | Bulgaria      | 2'12"38 |      |
| 10   | 1        | 6      | Aimee Willmott         | Gran Bretagna | 2'12"42 |      |
| 11   | 1        | 2      | Viktoriya Zeynep Güneş | Turchia       | 2'12"79 |      |
| 12   | 2        | 2      | África Zamorano        | Spagna        | 2'12"80 |      |
| 13   | 2        | 1      | Kathrin Demler         | Germania      | 2'13"49 |      |
| 14   | 1        | 1      | Zoe Vogelmann          | Germania      | 2'14"39 |      |
| 15   | 2        | 8      | Maria Temnikova        | Russia        | 2'14"84 |      |
| 16   | 1        | 8      | Catalina Corró         | Spagna        | 2'16"04 |      |

### Finale
La finale si è svolta il 22 maggio 2021 alle ore 19:24 (UTC+1).
| Pos.    | Corsia | Atleta             | Nazionalità   | Tempo   | Note |
| ------- | ------ | ------------------ | ------------- | ------- | ---- |
| Oro     | 4      | Anastasia Gorbenko | Israele       | 2'09"99 |      |
| Argento | 2      | Abbie Wood         | Gran Bretagna | 2'10"03 |      |
| Bronzo  | 5      | Katinka Hosszú     | Ungheria      | 2'10"12 |      |
| 4       | 7      | Sara Franceschi    | Italia        | 2'10"65 |      |
| 5       | 6      | Maria Ugolkova     | Svizzera      | 2'10"76 |      |
| 6       | 3      | Ilaria Cusinato    | Italia        | 2'11"70 |      |
| 7       | 8      | Dalma Sebestyén    | Ungheria      | 2'12"42 |      |
| 8       | 1      | Cyrielle Duhamel   | Francia       | 2'13"22 |      |